# إيفيكا يوركوفيتش
إيفيكا يوركوفيتش (بالسلوفينية: Ivica Jurković)‏ مواليد 26 مارس 1973 في توزلا، جمهورية يوغوسلافيا الاشتراكية الاتحادية، هو لاعب كرة سلة سلوفيني سابق. بدأ مسيرته الاحترافية في سنة 1992. يبلغ طوله 6 قدم 9 بوصة (2.1 م). اعتزل اللعب في 2012.

## المسيرة الاحترافية
لعب مع نادي أوليمبيا لكرة السلة من سنة 1996 إلى 1999، ثم لعب مع تورك تيليكوم في الدوري التركي من سنة 1999 إلى 2003، ثم لعب مع نادي أولمبياكوس لكرة السلة في موسم 2004–2005، ثم لعب مع لوكوموتيف كوبان في الدوري الروسي في موسم 2005–2006، ثم لعب مع نادي أوليمبيا لكرة السلة في موسم 2006–2007.

## إحصائيات المسيرة

### الدوري الأوروبي
| السنة   | الفريق                     | لعب | بدأ | دقيقة | ميداني% | ثلاثية | حرة   | ارتداد | صنع | استلاب | تصدي | نقطة | أداء |
| ------- | -------------------------- | --- | --- | ----- | ------- | ------ | ----- | ------ | --- | ------ | ---- | ---- | ---- |
| 2004–05 | نادي أولمبياكوس لكرة السلة | 10  | 10  | 25.4  | .472    | .148   | .667  | 4.8    | .9  | 1.0    | .3   | 5.4  | 4.9  |
| 2006–07 | نادي أوليمبيا لكرة السلة   | 12  | 5   | 22.2  | .639    | .300   | .568  | 3.1    | .6  | 1.4    | .1   | 9.3  | 7.2  |
| 2008–09 | نادي أوليمبيا لكرة السلة   | 4   | 0   | 11.6  | .000    | .286   | 1.000 | 1.8    | .3  | .3     | .3   | 2.0  | -1.0 |

## روابط خارجية
- إيفيكا يوركوفيتش على موقع الاتحاد الدولي لكرة السلة (الإنجليزية)
- إيفيكا يوركوفيتش على موقع الدوري الأوروبي لكرة السلة (الإنجليزية)
- إيفيكا يوركوفيتش على موقع كرة السلة الأوروبية.كوم (الإنجليزية)
- إيفيكا يوركوفيتش على موقع ريلجم (الإنجليزية)
- إيفيكا يوركوفيتش على موقع بروبوليرز (الإنجليزية)
- إيفيكا يوركوفيتش على موقع سبورتس رفرنس (الإنجليزية)